# Tales of a World
『Tales of a World』（テイルズ・オブ・ア・ワールド）は、Yukihide"YT"Takiyamaの1枚目のミニアルバム。2023年6月14日、B ZONEから発売。

## 概要
ボーカルも務める4曲とインストゥルメンタル3曲で構成されたミニアルバム。かつてないパンデミックから、音楽をもってまた少しずつ進み、さらなる新しい “World”(世界)へ。ここから続く “Tales”(物語)に向かう自身のメッセージと音楽への情熱が、アルバムタイトルに込められている。

## 収録曲
全曲　作曲・編曲：Yukihide“YT”Takiyama（特記以外）
1. Jaguar
作詞：小川貴史
2. Drop Down
作詞・編曲：北川吟、Yukihide“YT”Takiyama
3. Nasty Creature
作詞・編曲：北川吟、Yukihide“YT”Takiyama
4. Playground
5. Revel
6. Ghost with Curly Red Hair
7. Tales of a World
作詞：小川貴史

## 演奏[3]
- Yukihide "YT" Takiyama
  - All Instruments & Programming (#1.2.4.5.6.7)
  - Guitar & Vocal (#3)
- 北川吟：Bass & Backup Vocal (#3)
- 河村徹：Drums & Percussions (#3)